# Matilda Joslyn Gage
Matilda Electa Joslyn Gage (Cicero, Nova Iorque, Estados Unidos, 24 de março de 1826 – Chicago, Illinois, Estados Unidos, 18 de março de 1898) foi uma famosa ativista pelo sufrágio universal, direitos dos nativos americanos, abolicionista e livre pensadora americana, além de uma autora prolífica, autointitulada como uma mulher "nascida com ódio pela opressão". O efeito Matilda, termo pelo qual se denomina o preconceito em reconhecer crédito ou valor às contribuições realizadas por mulheres cientistas, foi inicialmente abordado pela ativista, no seu ensaio "Woman as Inventor", e cunhado posteriormente com o seu nome pela historiadora Margaret W. Rossiter.
A sua filha, Maud Gage, casou-se com o escritor e teosofista L. Frank Baum, em 9 de novembro de 1882.

## Biografia

#### Primeiros Anos de Vida
Nascida em Cicero, estado de Nova Iorque, a 24 de março de 1826, Matilda Electa Joslyn era filha do Dr. Hezekiah Joslyn e de Helen Leslie Joslyn. Do lado materno, a sua família era originária da Escócia, e do lado paterno de Nova Inglaterra. De ambas as partes, os seus antepassados tomaram as armas nas guerras revolucionárias pela independência dos Estados Unidos e eram livre pensadores e abolicionistas com laços à Underground Railroad. 

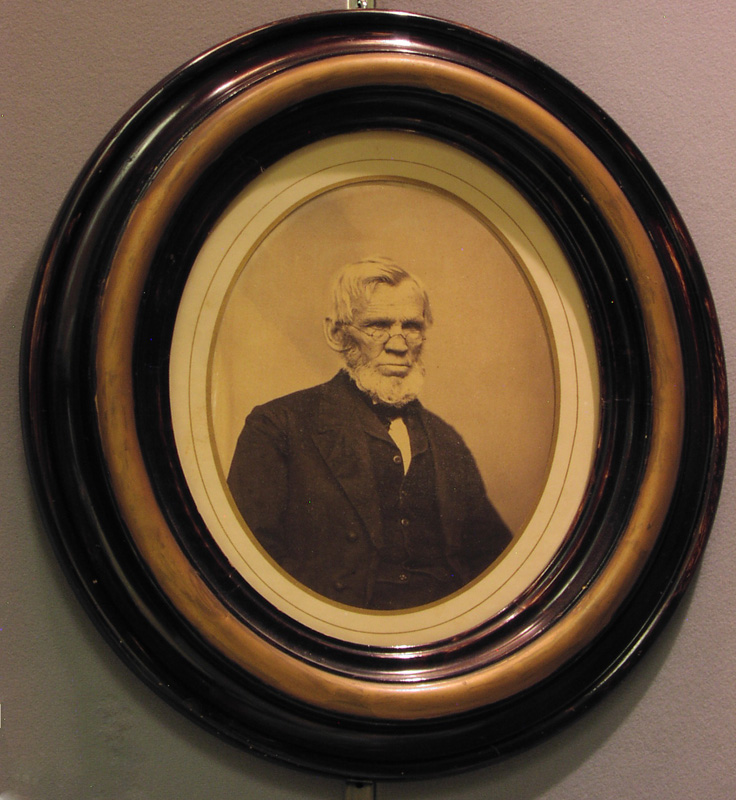
Retrato Fotográfico de Hezekiah Joslyn, abolicionista e médico, pai de Matilda Joslyn Gage.

Em criança, Matilda frequentou o ensino em casa, sendo instruída pelos seus pais numa atmosfera intelectual e livre, e mais tarde, ingressou no Clinton Liberal Institute, em Clinton, Oneida County, Nova Iorque.
Com 18 anos, a 6 de janeiro de 1845, casou-se com Henry H. Gage, um mercante, natural de Cicero, sua terra natal. Após o casamento, o casal fixou-se em Fayetteville, estado de Nova Iorque, onde viveram grande parte da sua vida e criaram os seus cinco filhos: Charles Henry, Helen Leslie, Thomas Clarkson, Julia Louise e Maud Gage, que anos mais tarde se casou com o autor L. Frank Baum.

#### Abolicionismo, Feminismo e Anticlericalismo
Tal como os seus pais, Matilda Joslyn Gage trabalhava clandestinamente na Underground Railroad, desde pequena idade, ajudando escravos foragidos e outros abolicionistas a se deslocarem para norte, dando-lhes muitas vezes guarida na sua própria casa. Por estes actos, devido à Fugitive Slave Law de 1850, por inúmeras ocasiões, correu o risco de ser presa, sem no entanto parar de o fazer ou de discursar publicamente sobre a abolição da escravatura.
Influenciada pelas obras de Lewis Henry Morgan e Henry Rowe Schollcraft, sobre o tratamento dos nativos americanos nos Estados Unidos, Matilda Joslyn Gage começou também a proferir este tema nos seus discursos, considerado por muitos tabu. Por essas intervenções, foi admitida no Concílio das Matrizes da tribo matriarcal dos Iroqueses, sendo apelidada de Karonienhawi, "aquela que segura os céus".
Em 1852, a ativista começou a expandir as suas acções para a luta pelos direitos da mulher, quando participou na National Women's Rights Convention (Convenção Nacional de Direitos da Mulher) em Syracuse. Desde esse momento, começou a colaborar intensivamente na National Woman Suffrage Association (NWSA), tornando-se presidente da associação de 1875 a 1876 e ainda vice-presidente por mais de vinte anos. Uma das suas conquistas foi a obtenção do direito ao voto para as mulheres no estado de Nova Iorque, contudo esta medida era aplicável apenas em algumas eleições locais, nomeadamente para os quadros das direcções das escolas. Sendo o seu principal foco a obtenção do sufrágio feminino e universal em todo tipo de eleições, fossem estas regionais, autárquicas ou presidenciais, em 1871, Matilda Joslyn Gage, juntamente com mais nove ativistas feministas, tentou votar nas eleições, fazendo frente aos membros da mesa de voto, no entanto sem sucesso.
À época, Matilda Joslyn Gage era considerada uma feminista radical em comparação com Susan B. Anthony ou Elizabeth Cady Stanton, com quem escreveu History of Woman Suffrage (1881-1922), Declaration of the Rights of Women of the United States (1876) e The Woman's Bible (1895). Apoiava Victoria Woodhull, Belva Lockwood e Ulysses S Grant, quando este concorreu em 1872 às eleições presidenciais, assim como pertencia ao Partido pela Igualdade de Direitos (Equal Rights Party), sendo ainda nos seus discursos bastante crítica do papel das igrejas cristãs na sociedade americana, o que a levou a entrar em conflicto com outras feministas mais conservadoras, nomeadamente com Frances Willard e a Woman's Christian Temperance Union, uma organização feminina de valores cristãos que ambicionava abolir a venda e produção de álcool, gerando posteriormente a implementação da lei seca nos Estados Unidos. Segundo a activista, o direito ao voto deveria ser um direito natural, não olhando à condição social ou "mérito moral" da mulher, como a organização cristã apelava.

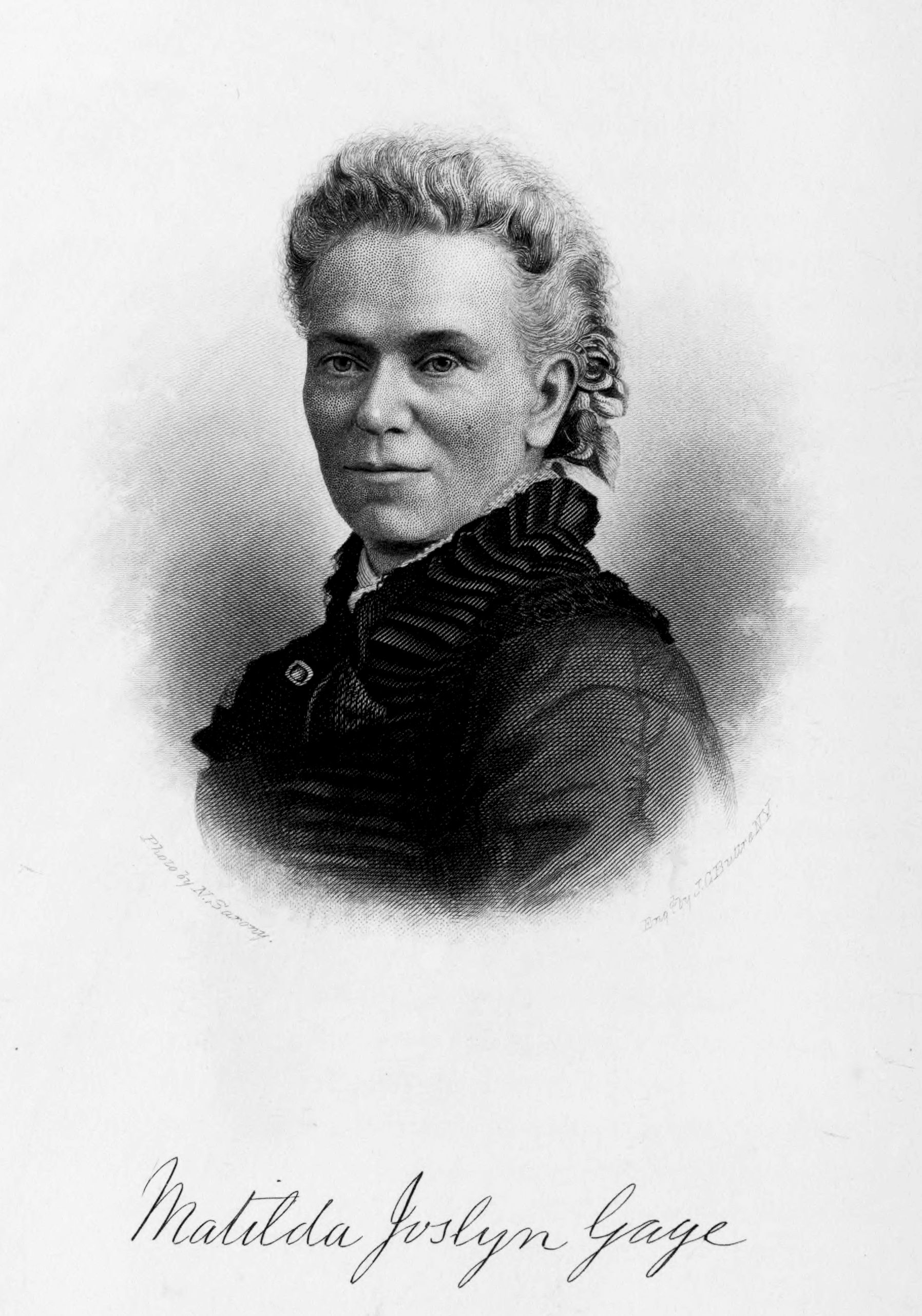
Retrato de Matilda Joslyn Gage (autor anónimo)

A 28 de outubro de 1886, organizou um protesto, durante a inauguração da Estátua da Liberdade. Segundo a própria, esta não era contra o marco histórico ou a sua mensagem, mas sim com o facto de considerar uma hipocrisia que a "liberdade" fosse representada como uma mulher, quando estas continuavam a lutar para ter direitos fundamentais na sociedade americana, sendo muitas vezes silenciadas ou ignoradas pelos representantes políticos.
Em 1890, Elizabeth Cady Stanton e Matilda Joslyn Gage opuseram-se à proposta de fusão da National Woman Suffrage Association (NWSA) com uma outra associação feminista, mais conservadora e adepta do movimento Temperance, a American Woman Suffrage Association (AWSA). Segundo as duas activistas feministas, esta manobra em vez de reforçar e unir o movimento feminista no país, punha em risco a separação da igreja e do estado, assim como ameaçava a luta pelos direitos de todas as mulheres, independentemente do seu credo, etnia ou classe social. Após a fusão, Matilda Joslyn Gage afastou-se da associação e fundou a Woman's National Liberal Union (WNLU), ocupando o cargo de presidente até à sua morte. Nesse mesmo ano, com o apoio de vários novos membros que não se identificavam nos outros movimentos ou organizações feministas, fundou o The Liberal Thinker, um jornal que funcionava como órgão oficial de comunicação e divulgação dos seus ideais, para além de ser um meio para atrair novos membros, mais radicais e também anticlericais.
Três anos depois, em 1893, publicou a obra Woman, Church and State, na qual abordava os vários movimentos políticos e organizações religiosas que haviam utilizado o Cristianismo como forma de opressão e submissão da mulher na sociedade, reforçando o poder dos sistemas patriarcais. De forma metódica, apontou vários eventos históricos, os métodos aplicados, as leis implementadas e uma variedade de argumentos e ideias que já havia proclamado nos seus discursos ao longo dos anos, tal como referidos num dos capítulos de uma outra obra sua, publicada em 1881, History of Woman Suffrage.
Pouco depois, Matilda Joslyn Gage aderiu à Teosofia, um novo movimento espiritual que procurava, através do estudo de doutrinas filosóficas, místicas e ocultistas, o conhecimento dos mistérios da vida e da natureza, da divindade e da origem e propósito do universo.

## Fim de Vida
Durante os seus dois últimos anos de vida, com o avançar do seu estado débil de saúde, as suas intervenções públicas e textos publicados passaram a adoptar outro tom, baseado sobretudo nos seus pensamentos sobre assuntos metafísicos, fenómenos sobrenaturais, estudos religiosos e outras filosofias teosóficas, chegando inclusive a abordar algumas ideias provenientes do Oriente, nomeadamente a reencarnação e o ilimitado poder criativo do ser humano.
Matilda Joslyn Gage faleceu com 71 anos de idade, a 18 de março de 1898, vítima de ataque cardíaco, na casa da sua filha Maud e do seu genro L. Frank Baum, em Chicago. O seu corpo encontra-se sepultado em Fayetteville, e no memorial erguido em sua homenagem encontram-se as seguintes palavras: “There is a word sweeter than Mother, Home or Heaven; that word is Liberty.” ("Existe uma palavra mais doce que Mãe, Lar ou Céu; essa palavra é Liberdade.").

## Obras
Para além de editora e fundadora do The Liberal Thinker em 1890 até o ano da sua morte, Matilda foi ainda correspondente de vários jornais da época, assim como editora e redactora dos periódicos The National Citizen and Ballot Box, de 1878 a 1881, onde abordou diversos temas. Publicou vários discursos e livros, para além de ter realizado várias colaborações.
- "Is Woman Her Own?", publicado em The Revolution, 9 de abril, 1868, ed. Elizabeth Cady Stanton, Parker Pillsbury. pp 215–216.
- "Prospectus", publicado em The National Citizen and Ballot Box, maio, 1879, ed. Matilda E. J. Gage. p 1.
- "Indian Citizenship", publicado em The National Citizen and Ballot Box, maio, 1878, ed. Matilda E. J. Gage. p 2.
- "All The Rights I Want", publicado em The National Citizen and Ballot Box, janeiro, 1879, ed. Matilda E. J. Gage. p 2.
- "A Sermon Against Woman", publicado em The National Citizen and Ballot Box, setembro, 1881, ed. Matilda E. J. Gage. p 2.
- "God in the Constitution", publicado em The National Citizen and Ballot Box, outubro, 1881, ed. Matilda E. J. Gage. p 2.
- "What the government exacts", publicado em The National Citizen and Ballot Box, outubro, 1881, ed. Matilda E. J. Gage. p 2.
- "Working women", publicado em The National Citizen and Ballot Box, outubro, 1881, ed. Matilda E. J. Gage. p 3.
- "Woman As Inventor", 1870, Fayetteville, NY: F.A. Darling.
- "History of Woman Suffrage", 1881, capítulos por Cady Stanton, E., Anthony, S.B., Gage, M. E. J., Harper, I.H.
- "The Aberdeen Saturday Pioneer", 14 e 21 de março, 1891.
- "Woman, Church and State", 1893.

## Homenagens e Legado

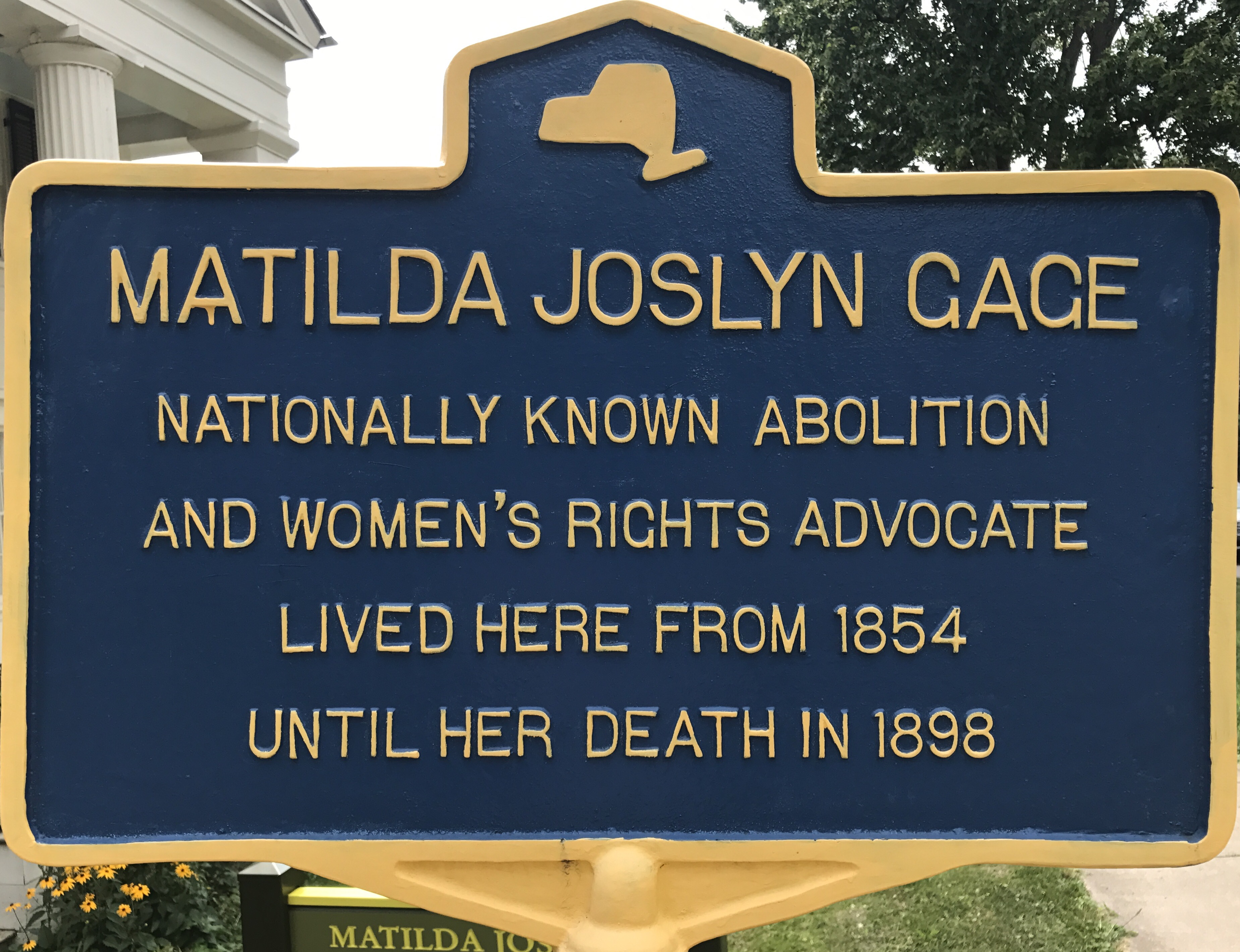
Marco Histórico do Estado de Nova Iorque homenageando a activista americana em Fayetteville.

- Em 1990, Matilda Joslyn Gage foi interpretada pela actriz Rue McClanahan, no telefilme "The Dreamer of Oz: The L. Frank Baum Story ";
- Em 1993, o termo efeito Matilda foi cunhado e registado pela historiadora de ciências Margaret W. Rossiter, em memória e homenagem a Matilda Joslyn Gage;

- Em 1995 Matilda Joslyn Gage foi incluída no National Women's Hall of Fame;
- Em 2000 foi criada a Fundação Matilda Joslyn Gage, dedicada a educar a presente e as futuras gerações sobre o trabalho e legado da ativista americana;[14]
- Em 2020, a casa da família Gage em Fayetteville foi recuperada e transformada em casa-museu, encontrando-se aberta ao público.[15]